# Karine Laurent Philippot
Karine Laurent Philippot (* als Karine Philippot am 29. Oktober 1974 in Mülhausen) ist eine ehemalige französische Skilangläuferin.

## Werdegang
Karine Philippot lebte seit dem Alter von 3 Jahren in Rougemont-le-Château (Freigrafschaft), entdeckte das Langlaufen mit 13 Jahren. Ihr Verein war der Ski Club Markstein-Ranspach. Sie studierte Sport und wurde Sportsoldatin. Die Athletin startete für EMHM Ranspach (École militaire de haute montagne, Gebirgs-Militärschulen an unterschiedlichen Orten in Frankreich). Philippot trat erstmals im Dezember 1993 in Argentière im Continental-Cup in einem internationalen Rennen an. Schon einen Monat später lief sie in Breitenwang ihre ersten Juniorenweltmeisterschaften und wurde 43. über 5- und 14. über 15 Kilometer. In der folgenden Zeit wurde die junge Französin im Continental-Cup und in FIS-Rennen eingesetzt und erreichte häufig einstellige Ergebnisse. In Kandersteg gewann sie Februar 1995 über 10 Kilometer erstmals ein FIS-Rennen. Einen Monat später startete sie auch schon bei den Nordischen Skiweltmeisterschaften 1995 in Thunder Bay. Bestes Resultat war Platz 31 über 30 Kilometer. Zur Saison 1995/96 debütierte Philippot in Gällivare im Skilanglauf-Weltcup. Über 10 Kilometer wurde sie 56. Doch erst im Dezember 1996 konnte die Französin in Brusson als 22. über 15 Kilometer erstmals Weltcuppunkte sammeln. Bei den Nordischen Skiweltmeisterschaften 1997 in Trondheim wurde Philippot 17. über 15 Kilometer, 68. über 5 Kilometer und 45. in der Verfolgung.
1998 startete Philippot in Nagano bei ihren ersten Olympischen Spielen. In Japan wurde sie 52. über 5-, 33. der Verfolgung und 22. über 30 Kilometer. Im Dezember 1990 erreichte sie als Zehnte in einem Sprintrennen in Kitzbühel erstmals ein Top-Ten-Resultat. Im Februar 2001 gewann sie kurz vor den Nordischen Skiweltmeisterschaften in Brusson ein Continental-Cup-Rennen über 10 Kilometer. Bei der WM in Lahti wurde Philippot 12. der Verfolgung und 25. im Sprint. Nur wenig später gewann sie bei der Militär-WM in Colchester die Bronzemedaille über 10 Kilometer. Das nächste Großereignis wurden die Olympischen Spiele 2002 von Salt Lake City. Bei den Wettkämpfen von Soldier Hollow konnte die Französin Achte über 15 Kilometer und 18. der Verfolgung werden. Nur wenig später gewann sie in Kranjska Gora den Titel über 10 Kilometer bei der Militär-WM. In Oslo konnte sie zum Ende der Saison über 30 Kilometer Vierte in einem Weltcuprennen werden. Zwischen April 2002 und Dezember 2003 machte Philippot eine Babypause und gebar eine Tochter.
Nach ihrer Pause kam Philippot stark zurück wie nie vorher. Häufiger konnte sie sich nun unter den besten platzieren. Auch die Nordischen Skiweltmeisterschaften 2005 in Oberstdorf brachten nun gute Ergebnisse. Über 10 Kilometer wurde sie 15., zusammen mit Aurélie Perrillat-Collomb Sechste im Teamsprint und Neunte mit der Staffel Frankreichs. Nach der WM erreichte sie in Lahti über 10 Kilometer als Drittplatzierte eine erste Podiumsplatzierung. Bei den Olympischen Spielen 2006 von Turin, die in Pragelato Plan ausgetragen wurden, wurde Philippot 20. der Verfolgung, Neunte mit der Staffel und Elfte im 30-Kilometer-Rennen. Nach den Spielen wurde sie in Andermatt erneut Militär-Weltmeisterin über 10 Kilometer. Diesen Wettbewerb gewann sie ein drittes Mal 2007 in Haanja. Wenig zuvor erreichte sie in Lahti bei den Nordischen Skiweltmeisterschaften 2007 keine nennenswerten Resultate. In der Saison 2006/07 erreichte die nun verheiratete Karine Laurent Philippot in Changchun als Zweite hinter Kateřina Neumannová in einem 10-Kilometer-Freistil-Rennen auch ihr bestes Resultat im Weltcup und beendete die Tour de Ski 2006/07 auf den 12. Platz. Zudem erreichte sie mit Rang 18 in der Gesamtwertung auch ihr bestes Resultat bei dieser Wertung.
In der folgenden Saison kam Karine Laurent Philippot bei der Tour de Ski 2007/08 auf den 31. Platz. Bei der Militär-WM in Hochfilzen musste sich die Französin 2008 Evi Sachenbacher-Stehle geschlagen geben und wurde Zweite. Beim Transjurassienne 2008 belegte sie den zweiten Rang. Im folgenden Jahr gewann sie diesen Lauf. Bei den Nordischen Skiweltmeisterschaften 2009 in Liberec errang sie den 18. Platz im 15-km-Verfolgungsrennen, den 11. Platz im 30-km-Massenstartrennen und den achten Platz mit der Staffel. In der Saison 2009/10 belegte sie den 15. Platz bei der Tour de Ski 2009/10 den 15. Rang. Ihre besten Platzierungen bei den Olympischen Spielen 2010 in Vancouver waren der 10. Platz im 30-km-Massenstartrennen und der sechste Rang mit der Staffel. Ihr letztes Weltcuprennen bestritt sie Ende März 2010 im schwedischen Falun. Anschließend machte sie eine zweite Babypause. Mitte Februar 2012 nahm sie wieder am Transjurassienne teil und erreichte den 9. Platz, anschließend kündigte sie ihren Rücktritt als aktive Skilangläuferin an. Nach den französischen Meisterschaften beendete sie Anfang April 2012 ihre Karriere.
Laurent Philippot nahm an 137 Weltcupeinzelrennen teil und kam dabei 15-mal unter den ersten Zehn.

## Privates
Karine Philippot heiratete nach den Olympischen Winterspielen 2006 von Turin den Aostatal-Italiener Massimo Laurent, Trainer des italienischen Skiverbandes und persönlicher Trainer von Stefania Belmondo. Heute haben sie drei Kinder und leben in Gressoney-Saint-Jean, wo sie den von Massimos Eltern gegründeten Lebensmittelladen übernommen haben.

## Erfolge

### Siege bei Worldloppet-Cup-Rennen
Anmerkung: Vor der Saison 2015/16 hieß der Worldloppet Cup noch Skilanglauf-Marathon-Cup.
| Nr. | Datum           | Ort     | Rennen           | Disziplin                  |
| --- | --------------- | ------- | ---------------- | -------------------------- |
| 1.  | 8. Februar 2009 | Lamoura | Transjurassienne | 54 km Freistil Massenstart |

### Siege bei Continental-Cup-Rennen
| Nr. | Datum            | Ort     | Disziplin                   | Serie           |
| --- | ---------------- | ------- | --------------------------- | --------------- |
| 1.  | 10. Februar 2001 | Brusson | 10 km klassisch             | Continental Cup |
| 2.  | 4. Januar 2009   | Méaudre | 10 km klassisch Massenstart | Alpencup        |

## Teilnahmen an Weltmeisterschaften und Olympischen Winterspielen

### Olympische Spiele
- 1998 Nagano: 11. Platz Staffel, 22. Platz 30 km Freistil, 33. Platz 15 km Verfolgung, 52. Platz 5 km klassisch
- 2002 Salt Lake City: 8. Platz 15 km Freistil Massenstart, 18. Platz 10 km Verfolgung
- 2006 Turin: 9. Platz Staffel, 11. Platz 30 km Freistil Massenstart, 20. Platz 15 km Verfolgung
- 2010 Vancouver: 6. Platz Staffel, 10. Platz 30 km klassisch Massenstart, 19. Platz 15 km Verfolgung, 26. Platz 10 km Freistil

### Nordische Skiweltmeisterschaften
- 1995 Thunder Bay: 31. Platz 30 km Freistil, 50. Platz 15 km Verfolgung, 66. Platz 5 km klassisch
- 1997 Trondheim: 7. Platz Staffel, 17. Platz 15 km Freistil, 45. Platz 15 km Verfolgung, 68. Platz 5 km klassisch
- 2001 Lahti: 12. Platz 10 km Verfolgung, 25. Platz Sprint Freistil
- 2005 Oberstdorf: 6. Platz Teamsprint Freistil, 9. Platz Staffel, 15. Platz 10 km Freistil
- 2007 Sapporo: 36. Platz 15 km Verfolgung, 38. Platz 10 km Freistil
- 2009 Liberec: 8. Platz Staffel, 11. Platz 30 km Freistil Massenstart, 18. Platz 15 km Verfolgung

## Platzierungen im Weltcup

### Weltcup-Statistik
Die Tabelle zeigt die erreichten Platzierungen im Einzelnen.
- 1.–3. Platz: Anzahl der Podiumsplatzierungen
- Top 10: Anzahl der Platzierungen unter den ersten zehn
- Punkteränge: Anzahl der Platzierungen innerhalb der Punkteränge
- Starts: Anzahl gelaufener Rennen in der jeweiligen Disziplin
- Hinweis: Bei den Distanzrennen erfolgt die Einordnung gemäß FIS.

| Platzierung         | Distanzrennen a | Distanzrennen a | Distanzrennen a | Distanzrennen a | Distanzrennen a | Skiathlon Verfolgung | Sprint | Etappen- rennen b | Gesamt | Team c | Team c  |
| Platzierung         | ≤ 5 km          | ≤ 10 km         | ≤ 15 km         | ≤ 30 km         | > 30 km         | Skiathlon Verfolgung | Sprint | Etappen- rennen b | Gesamt | Sprint | Staffel |
| ------------------- | --------------- | --------------- | --------------- | --------------- | --------------- | -------------------- | ------ | ----------------- | ------ | ------ | ------- |
| 1. Platz            |                 |                 |                 |                 |                 |                      |        |                   |        |        |         |
| 2. Platz            |                 | 1               |                 |                 |                 |                      |        |                   | 1      |        |         |
| 3. Platz            |                 | 1               |                 |                 |                 |                      |        |                   | 1      | 1      |         |
| Top 10              | 3               | 7               | 2               | 2               |                 | 4                    | 2      | 1                 | 21     | 3      | 9       |
| Punkteränge         | 11              | 34              | 14              | 5               | 2               | 19                   | 15     | 4                 | 104    | 5      | 12      |
| Starts              | 23              | 56              | 21              | 5               | 2               | 28                   | 32     | 5                 | 172    | 5      | 12      |
| Stand: Karriereende |                 |                 |                 |                 |                 |                      |        |                   |        |        |         |

### Weltcup-Gesamtplatzierungen
| Saison    | Gesamt | Gesamt | Distanz | Distanz     | Sprint | Sprint |
| Saison    | Punkte | Platz  | Punkte  | Platz       | Punkte | Platz  |
| --------- | ------ | ------ | ------- | ----------- | ------ | ------ |
| 1996/97   | 52     | 37.    | 17      | 34. 1       | 21     | 40.    |
| 1997/98   | 33     | 43.    | 22      | 31. 1       | 11     | 54.    |
| 1998/99   | 11     | 63.    | 11      | 42. 1       | –      | -      |
| 1999/2000 | 159    | 26.    | 13 66   | 36. 1 25. 2 | 80     | 20.    |
| 2000/01   | 109    | 32.    | –       | –           | 25     | 45.    |
| 2001/02   | 165    | 29.    | –       | –           | 4      | 64.    |
| 2002/03   | –      | –      | –       | –           | –      | -      |
| 2003/04   | 28     | 67.    | 28      | 49.         | –      | -      |
| 2004/05   | 124    | 34.    | 124     | 21.         | –      | -      |
| 2005/06   | 173    | 34.    | 173     | 23.         | –      | -      |
| 2006/07   | 287    | 18.    | 182     | 16.         | 17     | 47.    |
| 2007/08   | 40     | 62.    | 37      | 37.         | 3      | 77.    |
| 2008/09   | 225    | 29.    | 199     | 20.         | –      | -      |
| 2009/10   | 278    | 29.    | 148     | 25.         | 14     | 71.    |